# Johann Friedrich von Cronegk

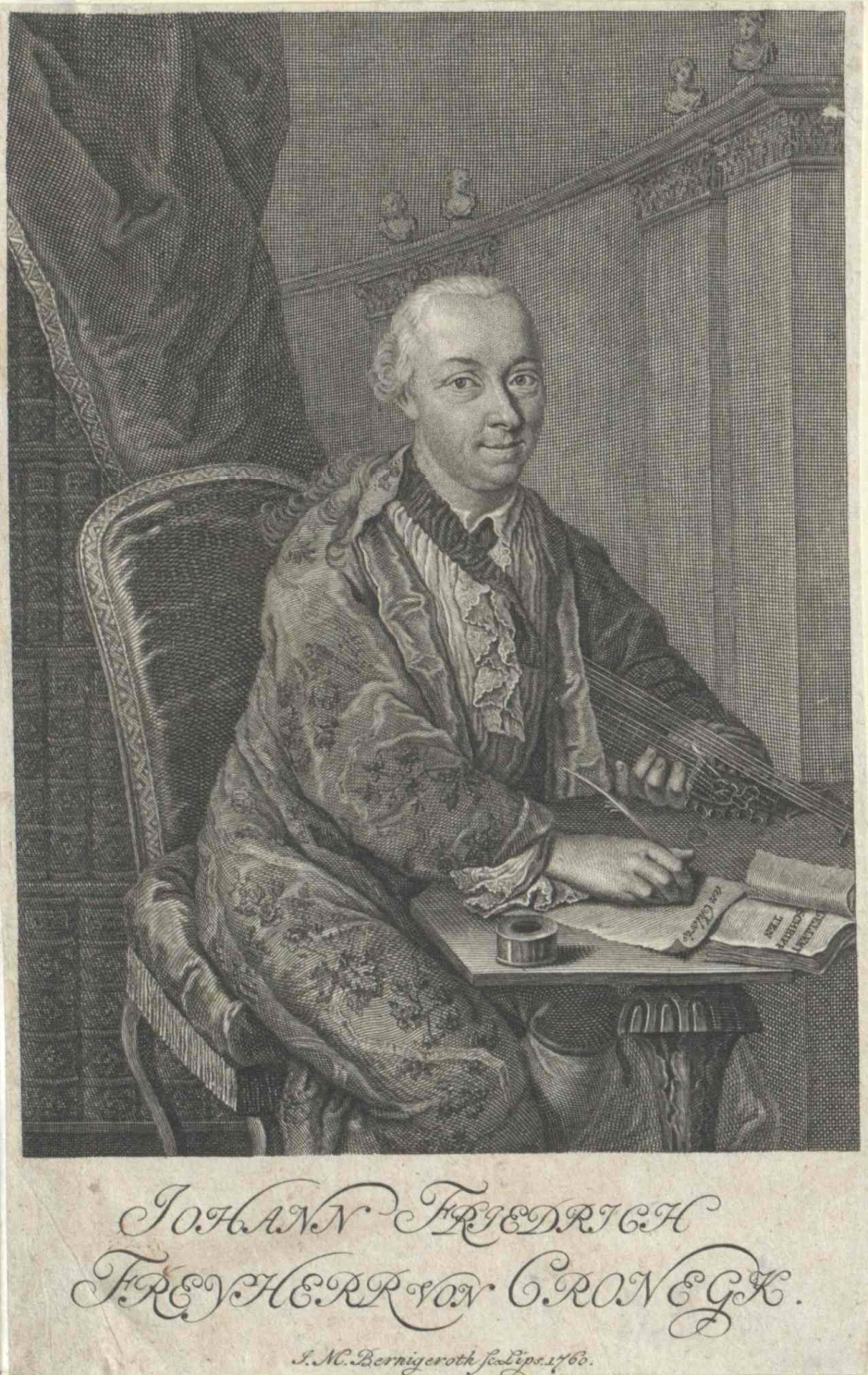
Johann Friedrich Freiherr von Cronegk beim Schreiben seiner Elegie An Chloris. Kupferstich von Johann Martin Bernigeroth, 1760.

Johann Friedrich von Cronegk (* 2. September 1731 in Ansbach; † 1. Januar 1758 in Nürnberg) war ein deutscher Dramatiker, Lyriker und Essayist.

## Werdegang
Cronegk begann 1749 in Halle sein Jurastudium, das er ein Jahr später in Leipzig fortsetzte. Dort geriet er in das Umfeld Gellerts, dessen Umgang ihn stark prägte.
Von den Zeitgenossen wird Cronegks Multilingualität hervorgehoben. Er interessierte sich besonders für die romanischen Sprachen und las die kanonischen Werke der europäischen Literaturen, von denen er einige Werke und Werkteile auch übersetzte. Nach dem Studium bereiste er 1752/1753 Italien und Frankreich. 1754 trat er in seiner Heimatstadt eine Stelle als Hof- und Justizrat an. Beim Besuch seines Vaters in Nürnberg verstarb er am Neujahrstag 1758 an den Pocken.

## Werk
Seine bekanntesten Werke sind die Tragödien „Codrus“, mit der er 1758 (posthum) das Nicolai’sche Preisausschreiben gewann, und „Olint und Sophronia“ sowie das Lustspiel „Der Misstrauische“.
Er schrieb aber auch Gedichte und Essays. Sein Freund Johann Peter Uz gab seine größtenteils noch unveröffentlichten Werke 1760/1761 in zwei Bänden heraus („Schriften“), die insgesamt sechs Auflagen erlebten. 2003 erschien dann im Verlag Alte Post eine einbändige „7., vermehrte Auflage“. Uz stellte den Werken auch eine Lebensbeschreibung voran.
Von 1754 bis 1756 gab er zusammen mit Uz die moralische Wochenschrift „Der Freund“ heraus.

## Werkausgabe
- Des Freyherrn Johann Friederich von Cronegk Schriften. Erster und zweyter Band. 7., vermehrte Auflage. Herausgegeben von Werner Gundel. Verlag Alte Post, Ansbach 2003.